# Bács-Kiskun
Bács-Kiskun (hongrois : Bács-Kiskun [ˈbaːtʃ ˈkiʃkun] ou Bács-Kiskun vármegye) est un comitat du sud de la Hongrie. Situé dans la région statistique de la Grande Plaine méridionale, il a pour frontières Baranya, Tolna, et Fejér à l'ouest ; Pest au nord, Jász-Nagykun-Szolnok et Csongrád à l'est, ainsi que la Serbie au sud. Il a pour siège Kecskemét. Il fait partie de l'Eurorégion Danube-Criș-Mureș-Tisa.

## Nom et attributs

### Toponymie
Le nom de Kiskun désigne une région appelée en français Petite Coumanie. La Coumanie doit son nom à la peuplade des Coumans (en hongrois kun) qui a eu une grande importance dans l'histoire de la Russie ancienne.

### Héraldique
| Blason de Bács-Kiskun | Blason  |                                                                    |
| Blason de Bács-Kiskun | Détails | Voir aussi : Armorial des localités de Bács-Kiskun Statut officiel |

## Localisation
Bács-Kiskun est entouré par Baranya, Tolna, and Fejér à l'ouest; Pest au nord, Jász-Nagykun-Szolnok et Csongrád à l'est. Au sud, Bács-Kiskun touche la frontière avec la Serbie. Ce comitat se situe dans la grande plaine de Hongrie, où la différence entre la plus haute et la plus basse élévation est seulement de 80 mètres. Bác-Kiskun est traversé par le Danube et la Tisza. Les lacs qui s'y trouvent sont le lac de Szelid et le lac Vadkert.

## Histoire
La création de Bács-Kiskun date des années suivant la Seconde Guerre mondiale et la restitution définitive des comitats attribués à la Hongrie dans le cadre des arbitrages de Vienne par l'Allemagne nazie. Le régime communiste hongrois décide de procéder en 1950 à une vaste réforme territoriale. Bács-Kiskun est le résultat de la fusion entre les anciens comitats royaux de Bács-Bodrog et d'une partie de Pest-Pilis-Solt-Kiskun.

## Population
Ce comitat compte environ 570 000 habitants. Au niveau de la répartition, c'est environ un sixième de la population qui vit dans le chef-lieu du département, Kecskemét. De plus, deux tiers de la population est urbaine, et vit donc dans une des 20 villes que Bács-Kiskun compte. 
La plus basse densité de population se trouve dans le village de 
Újsolt (6/km²) et la plus forte dans la ville Kalocsa de (353/km²).
La population dans cette zone décroit, mais à l'inverse des autres comitats de Hongrie, elle possède un taux de natalité positif.

## Économie
C'est le domaine des services qui est le plus développé dans ce comitat. En effet ce fut le premier secteur touché par la privatisation . 
80 % de la production industrielle consiste en l'imprimerie, le traitement du bois ou l'agroalimentaire.
Près de 14 % de la population active de cette région travaille dans le secteur agricole, notamment dans celui de la viticulture. L'élevage de cochons est développé. En effet il représente 10 % du stock hongrois.

## Organisation administrative

### Collectivité territoriale
En raison de la centralisation politico-administrative de la Hongrie, les compétences des collectivités comitales restent très limitées. Celles-ci concernent les services qui s'appliquent sur l'ensemble du territoire comital, les établissements scolaires secondaires (collèges), les établissements médicaux spécialisés ainsi qu'un rôle de coordination de l'aménagement du territoire. De plus, elles ne s'appliquent pas aux villes de droit comital (Kecskemét) qui disposent de leur propre conseil comital superposée au conseil local. Le président du conseil comital de Baranya est Gábor Bányai (Fidesz-MPSz). 

### Districts
Jusqu'en 2013, le comitat était divisé en micro-régions statistiques (kistérség). À la suite de la réforme territoriale du 1er janvier 2013, elles ont été remplacées par les districts (járás) qui avaient été supprimés en 1984. Désormais, le comitat est subdivisé en 11 districts :
| District                     | Siège            | Superficie | Population | Localités |
| ---------------------------- | ---------------- | ---------- | ---------- | --------- |
| District de Bácsalmás        | Bácsalmás        | 522,54     | 19 963     | 10        |
| District de Baja             | Baja             | 1 008,80   | 67 248     | 17        |
| District de Jánoshalma       | Jánoshalma       | 439,03     | 17 031     | 5         |
| District de Kalocsa          | Kalocsa          | 1 062,27   | 50 468     | 21        |
| District de Kecskemét        | Kecskemét        | 1 212,21   | 158 804    | 16        |
| District de Kiskőrös         | Kiskőrös         | 1 130,33   | 54 807     | 15        |
| District de Kiskunfélegyháza | Kiskunfélegyháza | 582,37     | 37 292     | 6         |
| District de Kiskunhalas      | Kiskunhalas      | 826,35     | 44 087     | 9         |
| District de Kiskunmajsa      | Kiskunmajsa      | 485,13     | 19 429     | 6         |
| District de Kunszentmiklós   | Kunszentmiklós   | 769,81     | 29 748     | 9         |
| District de Tiszakécske      | Tiszakécske      | 405,99     | 23 435     | 5         |

### Vie politique locale
|  | Parti politique  | Votes   | %     | Sièges |
|  | ---------------- | ------- | ----- | ------ |
|  | Fidesz-MPSz-KDNP | 159,605 | 60.45 | 5      |
|  | Jobbik           | 41,448  | 15,70 | 1      |
|  | MSzP             | 38,597  | 14,62 | 1      |
|  | LMP              | 14,741  | 5,58  | 0      |
|  | MDF              | 5,889   | 2,23  | 0      |
|  | Mouvement civil  | 3,767   | 1,43  | 0      |
|  | Total            | 264,047 | 100   | 7      |

|  | Parti politique | Votes   | %    | Sièges |
|  | --------------- | ------- | ---- | ------ |
|  | Fidesz-MPSz     | 136,252 | 49.8 | 4      |
|  | MSzP            | 101,502 | 37.1 | 3      |
|  | MDF             | 14,017  | 5.1  | 0      |
|  | SzDSz           | 13,501  | 4.9  | 0      |
|  | MIÉP-Jobbik     | 5,142   | 1.9  | 0      |
|  | CP              | 1,833   | 0.7  | 0      |
|  | MCF             | 955     | 0.4  | 0      |
|  | FKgP            | 445     | 0.2  | 0      |
|  | Total           | 273,647 | 100  | 7      |